# Kodak DCS

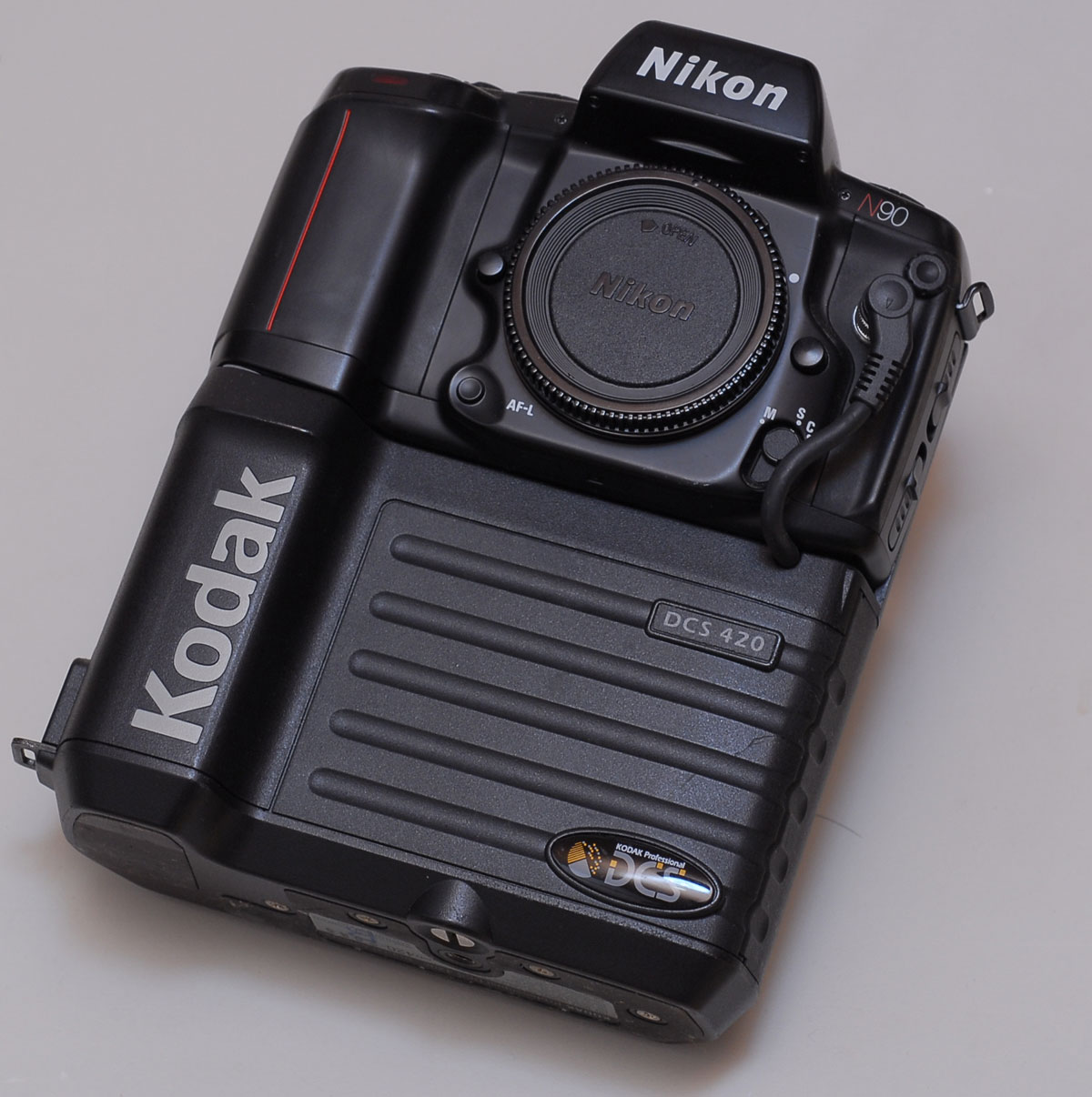
SLR digitale Kodak DCS 420 da 1,2 megapixel basata su corpo Nikon F90.

Le Kodak DCS (Digital Camera System) sono una gamma di reflex digitali e dorsi digitali messe in commercio da Kodak tra gli anni '90 e 2000 e prodotti fino al 2005. Sono tutte basate su corpi esistenti di fotocamere da 35mm della Nikon e della Canon e comprendono anche la prima vera fotocamera digitale SLR commercializzata, la Kodak DCS 100.

## Storia

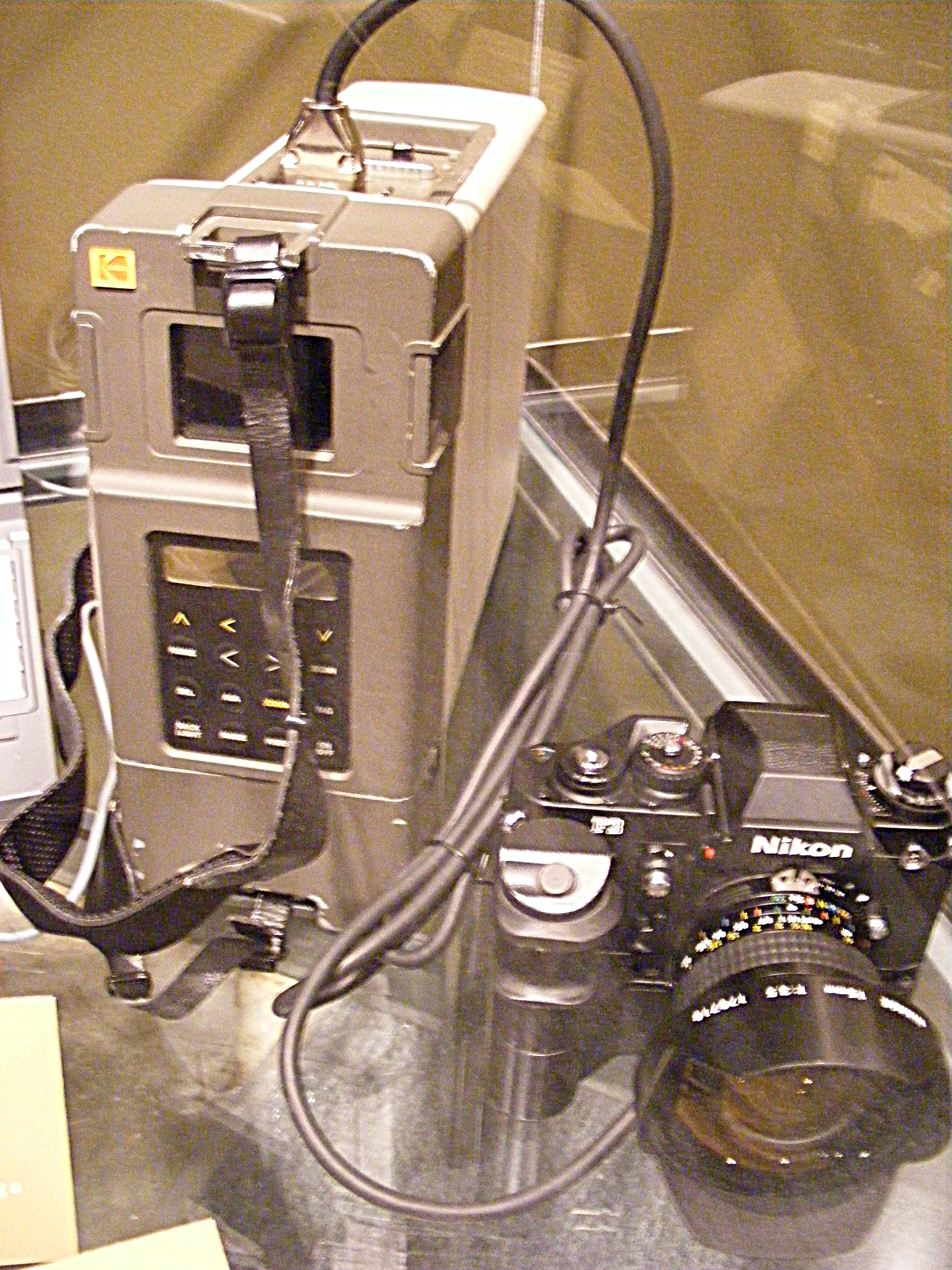
Kodak DCS 100, basata su corpo Nikon F3 con unità di memoria digitale, messa in commercio nel maggio 1991

Nel 1975 l'ingegnere della Kodak Steven Sasson inventa la prima fotocamera digitale che utilizza un sensore CCD Fairchild da 100 x 100 pixel. Nel 1986 Kodak sviluppa il sensore da 1,4 milioni di pixels.
Altre invenzioni servirono ad aumentare l'usabilità come i miglioramenti nella tecnologia del sensore, il primo formato RAW (DCR) d'immagine e un software per l'utente. La prima Kodak DCS fu lanciata nel 1991 ed era basata su uno stock di fotocamere SLR Nikon F3 con componenti digitali. Era provvista di un sensore Kodak KAF-1300 da 1,3 megapixel e da una unità separata di elaborazione e memorizzazione immagini. La serie successiva DCS 200 del 1992 concentra l'unità di memorizzazione in un modulo montato posteriormente alla base di corpi SLR Nikon F90. Il modulo contiene un disco rigido da 80 megabyte ed è alimentato con batterie AA. 
Il suo successivo aggiornamento fu la serie DCS 400 del 1994 in cui il disco rigido viene sostituito da uno slot per schede PCMCIA e viene utilizzato un sensore da 1,5 megapixel nella DCS 420 e da 6 megapixel nella DCS 460 con un prezzo di lancio di $28.000. Il sensore APS-H Kodak M6 utilizzato nella DCS 460 e nella DCS 465 (grande formato) vinse nel 1995 il TIPA come miglior prodotto europeo per le immagini digitali. Una versione modificata della DCS 420 fu venduta dalla Associated Press con il nome di Associated Press NC2000. Contemporaneamente alla serie DCS 400 Kodak ha venduto anche l'analoga serie EOS DCS basata sulle fotocamere SLR Canon EOS-1N. Con l'eccezione della originaria DCS 100 i modelli successivi non avevano uno schermo LCD per l'anteprima delle immagini.
In seguito, con la serie DCS 500, Kodak integrò completamente il modulo digitale con il corpo macchina includendo uno schermo LCD per l'anteprima e batterie removibili. La serie DCS 500 del 1998 era basta sulla Canon EOS-1N ed aveva il DCS 520 da 2 megapixel e il DCS 560 da 6 megapixel con un prezzo suggerito al pubblico di $28.500. Questi modelli erano anche venduti da Canon con il nome di Canon EOS D2000 e Canon EOS D6000 rispettivamente e furono le prime reflex digitali ad essere vendute con il marchio Canon. Kodak utilizzò lo stesso pacchetto elettronico per la sua serie DCS 600 basata sulla Nikon F5. La serie DCS 600 comprende le Kodak DCS 620x, modelli ad alta sensibilità con un sensore migliorato all'ossido di indio-stagno ed un filtro CYGM che aveva l'allora unica sensibilità ISO 6400.
Kodak conclude la sua gamma DCS con la serie DCS 700 costituita dal DCS 720x da 2 megapixel, dal DCS 760 da 6 megapixel e dal DCS 760m sempre da 6 megapixel, ma con un sensore monocromatico. Al tempo del lancio, tuttavia, Kodak dovette far fronte alla concorrenza delle più popolari Nikon D1 e Nikon D1x che erano fisicamente più piccole ed economiche. Il prezzo di lancio della DCS 760 era di $8 000.
L'ultima generazione Kodak di fotocamere DCS avvenne con il lancio della DCS Pro 14n nel 2002, una reflex digitale full-frame da 14 megapixel ed ha proseguito con la DCS Pro SLR/n nel 2004. Queste due fotocamere erano basate sul corpo della Nikon F80 e furono considerevolmente più compatte delle precedenti Kodak. Utilizzavano un sensore progettato dalla Belgian imaging company FillFactory. La DCS PRO SLR/n era anche affiancata dalla DCS Pro SLR/c, versione compatibile con Canon basata sulla reflex 35mm Sigma SA9. Kodak interruppe la produzione delle SLR/n e SLR/c nel maggio 2005 per dedicarsi alle fotocamere digitali compatte e ai dorsi digitali per fotocamere di medio e grande formato, tra gli altri, per la compagnia Leaf.
Kodak continua a progettare e costruire sensori digitali di immagine, incluso il full-frame da 18 megapixel KAF-18500 utilizzato nella fotocamera digitale a telemetro Leica M9.

## Modelli

### Basati su Nikon 35mm

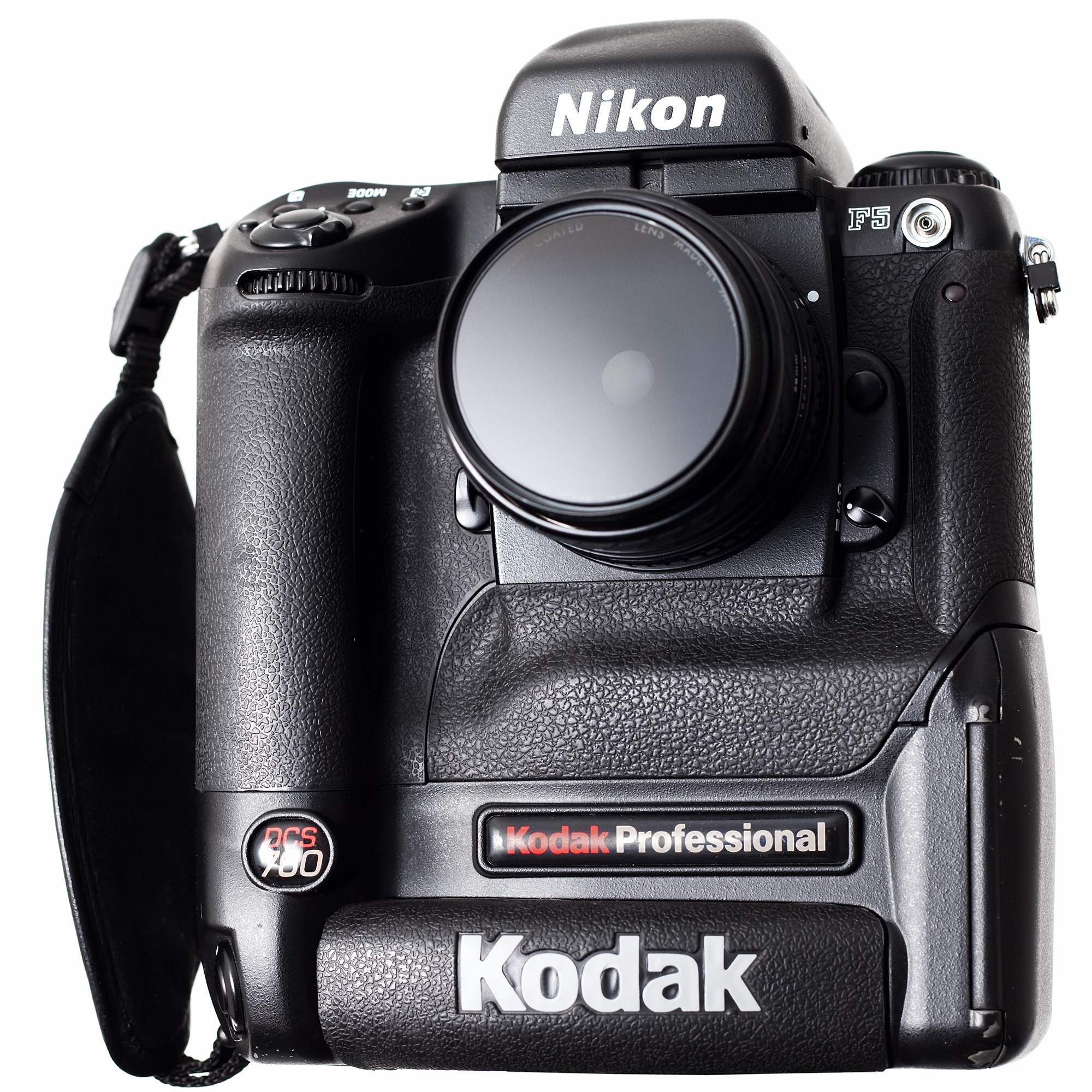
Kodak DCS 760, reflex digitale da 6 megapixel basata suNikon F5

Tutti i modelli sono basati su corpi Nikon e usano attacco Nikon F.
- Kodak DCS - maggio 1991, in seguito chiamata Kodak DCS 100 è basata su corpoNikon F3 ed è stata la prima fotocamera DSLR commercializzata. Ne esistono molte varianti.
- Kodak DCS 200 - 1993, basta su corpo Nikon F801 (N8008s). A colori, monocromatica o a infrarosso.
- serie Kodak DCS 300 - 1998 e 1999, dal prezzo conveniente basate su corpi SLR APS Nikon Pronea 600i e Pronea 6i, utilizzano attacco Nikon F e speciali obiettivi Nikkor IX (APS)
- serie Kodak NC2000 - agosto 1994, basate su corpi Nikon F90/N90 e N90s, progettate con caratteristiche di velocità e rumore adatte alla stampa
- serie Kodak DCS 400 - agosto 1994, basate su corpo Nikon F90/N90 e N90s
- serie Kodak DCS 600 - 1999, basate su corpo Nikon F5
- serie Kodak DCS 700 - 2001, basate su corpo Nikon F5
- Kodak DCS Pro 14n - 2002, full-frame basata su corpo Nikon F80. La Kodak DCS Pro 14nx è una variante che incorpora gli aggiornamenti del sensore, della memoria e del firmware provenienti dalla DCS Pro SLR/n
- Kodak DCS Pro SLR/n - 2004, full-frame basata su corpo Nikon F80

### Basati su Canon 35mm

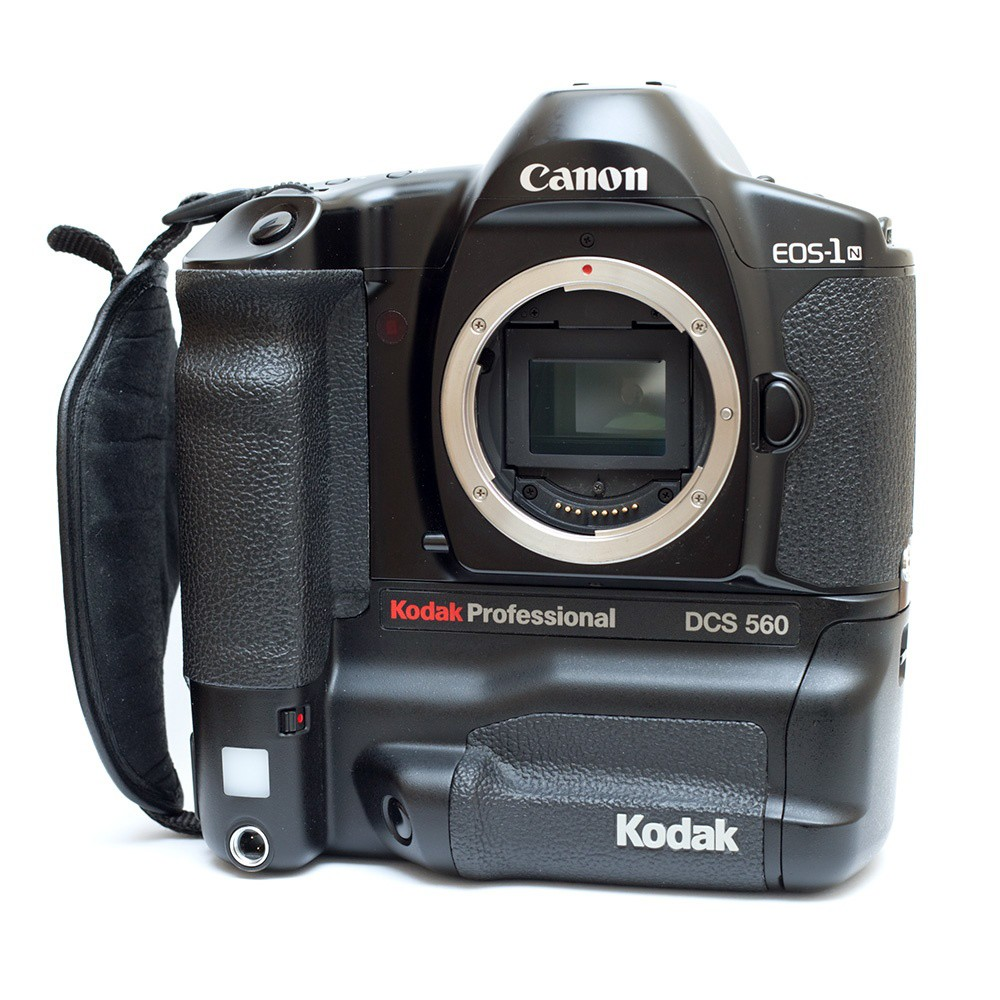
Kodak DCS 560, reflex digitale da 6 megapixel digital basata su Canon EOS-1N

Tutti i modelli utilizzano attacco Canon EF.
- serie Kodak EOS DCS - 1995, basta su corpo Canon EOS-1n. Rinominata da Canon come EOS DCS 1, -3 e -5.
- serie Kodak DCS 500 - 1998, basta su corpo Canon EOS-1n. Rinominata da Canon come Canon EOS D2000 e Canon EOS D6000
- Kodak DCS Pro SLR/c - 2004, basta su Sigma SA9 con elettronica e attacco Canon EF

### Dorsi per Medio formato
- Kodak DCS Pro 465 - 1995, dorso digitale da 6 megapixel per diverse fotocamere Medio formato come le Hasselblad 500 / 503, Mamiya RB / RZ e Sinar
- Kodak DCS Pro Back / Plus / 645 - 2000, dorso digitale da 16 megapixel per diverse fotocamere Medio formato